# Язгулемский хребет
Язгулемский хребет — горный хребет на Памире в Горно-Бадахшанской автономной области Республики Таджикистан. Расположен между реками Язгулем и Бартанг.
Протяжённость хребта — около 170 км. Средняя высота составляет 4500—6000 м. Наивысшая точка — пик Независимости (6974 м). Сложен сланцами, песчаниками, известняками, гранитами. 
На гребне расположены ледники, общая площадь которых составляет около 630 км². На склонах преобладает разреженная полупустынная и высокогорная растительность.